# بازرس (فیلم ۱۹۳۳)
«بازرس» (انگلیسی: Revizor (film)) یک فیلم کمدی است که در سال ۱۹۳۳ منتشر شد.